# پاتریس لوتیه
پاتریس لوتیه (فرانسوی: Patrice Lhotellier‎؛ زادهٔ ۸ اوت ۱۹۶۶) شمشیرباز اهل فرانسه است.
وی در مسابقات کشوری و بین‌المللی در مجموع برندهٔ ۱ مدال طلا شده‌است.